# Mesoleptus vilis
Mesoleptus vilis är en stekelart som först beskrevs av Forster 1876.  Mesoleptus vilis ingår i släktet Mesoleptus och familjen brokparasitsteklar. Inga underarter finns listade i Catalogue of Life.